# Frangepán III. Frigyes
Frangepán III. Frigyes (horvátul: Fridrik III. Frankopan, 13. század második fele – 1333. április 29. után) a Frangepán családból származó horvát főnemes, vegliai, vinodoli és modrusi gróf.

## Családja
A család szluini ága alapítójának Frangepán II. Duimnak a fia. Erzsébet nevű feleségétől két fia, III. Dujam és VIII. Bertalan született. Lánya Erzsébet Subić II. Pál bribiri grófhoz ment feleségül. Felesége feltehetően valamely alpesi grófi családból, talán a karintiai Otrenburg grófi családból származott.

## Élete
1308-ban amikor Arrabo lakossága megtámadta és kifosztotta Veglia (Krk)  szigetét Ausztriában tartózkodott. A háborús esemény után részt vett a két fél megbékítésében, ezért felkereste Arrabót. Ekkor Zengg elöljárója volt, 1315-ben pedig apjával, II. Duimmal együtt már Zengg örökös uraként említik. 1317-ben meghalt apja II. Duim. Bár Frigyes még édesapja életében is nagy befolyást gyakorolt a közügyekre, nem lett azonnal rangidős a családban, mert voltak idősebb rokonai, III. János fiai. Közülük a legidősebb testvér, V. Vid kapta meg a családfőséget. Vid azonban vonakodott Velencébe menni, és letenni a hűségesküt a dózsénak és a tanácsnak és a többszöri felszólításra sem válaszolt, majd megtagadta a megállapított regália kifizetését is. Erre Velence Frigyesnek ajánlotta fel Veglia kormányzói tisztét, Frigyes pedig nem vonakodott Velencébe menni és 1319-ben letette a hűségesküt a velenceieknek, 1321-ben pedig megkapta tőlük Veglia egy részét, amely addig III. János fiáé, V. Vidé volt.
Ezt követően III. Frigyes vette át a vezető szerepet a családban, és közeledni kezdett a Habsburgokhoz. 1322-ben segítette Károly Róbert királyt a Šubić II. Mladen horvát és bosnyák bán elleni leszámolásban, a király pedig megerősítette Modrus és Vinodol birtokában és megerősítette IV. Béla király 1260-as, Zengg városára vonatkozó adományát. A következő évben a király neki adományozta Drežnica megyét, Szluin városának adományozását pedig 1322-ben megerősítette. 1326-ban Frigyes segített Mikcs bánnak, hogy megkísérelje megtörni a Babonić, Kurjaković, Nelipić és más nemesi családok hatalmát, de amikor a velencei befolyás érvényesült a Cetina és Zrmanja közötti területen, a király ellenfeleinek pártjára állt.
1327 és 1331 között belekeveredett az isztriai konfliktusba, ahol Velence és az Aquileiai Patriarchátus érdekei ütköznek. 1327-ben segítette Pólát a velenceiek ellen, 1332-ben pedig a velenceiek számítottak segítségére az isztriai Kožljak város problémájának megoldásában. III. Frigyest ezután csak egyetlen 1333. április 29-én kelt velencei dokumentum említi, ahol őt jelölték döntőbírónak a niniek és Budislav Ugrinic közötti perben. Valamikor 1333-ban halt meg és két fiút hagyott hátra, III. Dujamot (1323-1348) és VIII. Bertalant (1327-1360). 